# Fala Alfvena
Fale Alfvéna – rodzaj fal magnetohydrodynamicznych (MHD). Są to fale poprzeczne w zjonizowanym gazie (plazmie) znajdującym się w polu magnetycznym, rozchodzące się wzdłuż tego pola.
Fale Alfvena nie powodują zmian ciśnienia ośrodka, które to zmiany są źródłem fal akustycznych, bo gęstość plazmy pozostaje stała w czasie. Prędkość propagacji zaburzenia jest określona wzorem na prędkość Alfvena.
Zjawisko to nazwano nazwiskiem szwedzkiego fizyka Hannesa Alfvéna, laureata Nagrody Nobla. Alfvén postulował istnienie takich zaburzeń już w 1940 r. Fale Alfvéna są teoretycznym przykładem fal magnetohydrodynamicznych, zarejestrowanych w atmosferze Słońca (fale Moretona), a także w jonosferze Ziemi (tzw. wewnętrzne fale grawitacyjne).